# Calamaria aequinoctialis
Calamaria aequinoctialis là một loài dương xỉ trong họ Isoetaceae. Loài này được A. Braun Kuntze mô tả khoa học đầu tiên năm 1891.